# Fei Mu
Fei Mu (chinesisch 費穆 / 费穆, Pinyin Feì Mù, Jyutping Bei3 Muk6; * 10. Oktober 1906 in Shanghai; † 1951 in Hongkong) war ein chinesischer Filmregisseur und Drehbuchautor.

## Biographie
Fei Mu wuchs in Peking auf. Nach seinem Abschluss auf einer französischen Schule arbeitete er für ein Bergbauunternehmen in der Provinz Hebei. Neben seinen schulischen Französischkenntnissen brachte er sich selbst Englisch, Deutsch, Russisch und Italienisch bei. Er schrieb seit 1924 Filmrezensionen in Beijinger Zeitungen und Zeitschriften. 1930 wurde er Chefredakteur der Informationsabteilung der North China Film Company. Gemeinsam mit Zhu Shilin gab Fei das Filmmagazin „Hollywood“ (Haolaiwu) heraus.
1932 zog er nach Shanghai, da ihm die Filmgesellschaft Lianhua einen Posten als Filmregisseur anbot. Sein Debütfilm Chengshi zhiye (City Night) (1933), der den Klassenkampf zwischen Arbeitern und Kapitalisten zum Thema hat, wurde von der Filmkritik gelobt; er ist heute verschollen. 1935 drehte Fei Mu gemeinsam mit Luo Mingyou Tian lun (Song of China), der traditionelle chinesische Familienwerte verherrlicht und Chiang Kai-sheks Bewegung „Neues Leben“ unterstützen sollte. In einer gekürzten Version wurde der Film auch in den USA vertrieben. Den bevorstehenden japanischen Angriff auf China thematisierte Fei 1936 in Lang shan die xue ji (Blutbad am Wolfsberg).
Mit den österreichischen Emigranten Jakob und Luise Fleck schuf er 1941 den Film Söhne und Töchter der Welt. Es ist der einzige deutschsprachige chinesische Film und war vor Gründung der Volksrepublik China die einzige Kollaboration zwischen chinesischen und ausländischen Filmkünstlern.
Mit Shengsi hen (Remorse at Death) drehte Fei Mu 1948 den ersten chinesischen Farbfilm, der auch Elemente der Pekingoper beinhaltet und Mei Lanfang zum Hauptdarsteller hat. Feis Xiaocheng zhi chun (Frühling in einer Kleinstadt) aus demselben Jahr ist eine Dreiecksliebesgeschichte im Nachkriegschina und stellt den Höhepunkt seines Schaffens dar. Er wurde 2005 bei den Hong Kong Film Awards von der Hong Kong Film Critics Association zum besten chinesischen Film gewählt. 2003 schuf Tian Zhuangzhuang eine vielbeachtete Neuverfilmung dieses Klassikers. Nach der Machtübernahme durch die Kommunisten im Jahre 1949 ging Fei Mu nach Hongkong.
Er litt unter chronischen Gesundheitsproblemen und Sehschwäche. Zwei Jahre nach seinem Umzug nach Hongkong und der Gründung der Filmgesellschaft Longma – gemeinsam mit Zhu Shilin und Fei Luyi – starb er. Nach seinem Tod geriet sein Werk nahezu in Vergessenheit und fand erst seit den 1980er Jahren mit der Wiedereröffnung des chinesischen Filmarchivs sein Publikum.

## Filmographie

### Regie
- 1933: Chengshi zhiye (Night in the City)
- 1934: Xiang xue hai (Sea of Fragrant Snow)
- 1934: Ren sheng (Life)
- 1935: Tian lun (Song of China)
- 1936: Lang shan die xue ji (Blutbad am Wolfsberg)
- 1937: Bei zhancheng jingzhong lu (Martyrs of the Northern Front)
- 1937: Dujin de cheng (Gold-Plated City)
- 1937: Zhan jingtang (Murder in the Oratory)
- 1937: Chungui duanmung (Nightmares in Spring Chamber)
- 1940: Kong Fuzi (Confucius)
- 1941: Guose tianxin (The Beauty)
- 1941: Gu zhonggou zhi ge (Songs of Ancient China)
- 1946: Jinxiu heshan (The Magnificent Country)
- 1948: Xiao fang niu (The Little Cowherd)
- 1948: Shengsi hen (Remorse at Death)
- 1948: Xiaocheng zhi chun (Spring in a Small Town, Frühling in einer Kleinstadt)

### Drehbuch
- 1934: Ren sheng (Life)
- 1936: Lang shan die xue ji (Blood on Wolf Mountain)
- 1937 Qiantai yu houtai (On Stage and Backstage)
- 1937: Bei zhancheng jingzhong lu (Martyrs of the Northern Front)
- 1937: Chungui duanmung (Nightmares in Spring Chamber)
- 1940: Kong Fuzi (Confucius)
- 1941: Söhne und Töchter der Welt (Shijie ernu)
- 1941: Gu zhongguo zhi ge (Songs of Ancient China)
- 1946: Jinxiu heshan (The Magnificent Country)